# Административно-территориальное деление Магаданской области

## Административно-территориальное устройство
Согласно Закону «Об административно-территориальном устройстве Магаданской области» и Реестру административно-территориальных единиц Магаданской области, субъект РФ включает следующие административно-территориальные единицы:
- 1 город областного значения (город Магадан),
- 8 районов,
  - 1 город районного значения (город Сусуман),
  - 23 посёлка городского типа (посёлка, отнесённого к городским населённым пунктам),
  - 47 сельских населённых пунктов.

## Муниципальное устройство
В рамках организации местного самоуправления (муниципального устройства) области, в границах административно-территориальных единиц Магаданской области образованы 9 муниципальных образований, в том числе:
- 1 городской округ,
- 8 муниципальных округов.

С 2015 по 2022 год все муниципальные округа имели статус городского округа, с 2006 по 2015 год — статус муниципального района.

## Город областного значения и районы (городской и муниципальные округа)
| № на карте                                  | Название        | Флаг | Герб | Код ОКАТО | Код ОКТМО | Население (чел.) 2024 год | Территория (км²) | Плотность (чел./км²) | Административный центр |
| ------------------------------------------- | --------------- | ---- | ---- | --------- | --------- | ------------------------- | ---------------- | -------------------- | ---------------------- |
| Город областного значения (городской округ) |                 |      |      |           |           |                           |                  |                      |                        |
| 1                                           | город Магадан   |      |      | 44 401    | 44 701    | ↘94 768                   | 1239,7           | 76,44                | г. Магадан             |
| Районы (муниципальные округа)               |                 |      |      |           |           |                           |                  |                      |                        |
| 2                                           | Ольский         |      |      | 44 201    | 44 502    | ↗8658                     | 75840,0          | 0,11                 | пгт Ола                |
| 3                                           | Омсукчанский    |      |      | 44 204    | 44 504    | ↘4345                     | 60413,0          | 0,07                 | пгт Омсукчан           |
| 4                                           | Северо-Эвенский |      |      | 44 207    | 44 507    | ↘1525                     | 102022,1         | 0,01                 | пгт Эвенск             |
| 5                                           | Среднеканский   |      |      | 44 210    | 44 510    | ↘2145                     | 91818,4          | 0,02                 | пгт Сеймчан            |
| 6                                           | Сусуманский     |      |      | 44 213    | 44 513    | ↘6026                     | 46765,6          | 0,13                 | г. Сусуман             |
| 7                                           | Тенькинский     |      |      | 44 216    | 44 516    | ↘3044                     | 35578,2          | 0,09                 | пгт Усть-Омчуг         |
| 8                                           | Хасынский       |      |      | 44 219    | 44 519    | ↗7006                     | 19252,4          | 0,36                 | пгт Палатка            |
| 9                                           | Ягоднинский     |      |      | 44 222    | 44 522    | ↘5934                     | 29556,8          | 0,2                  | пгт Ягодное            |

## История

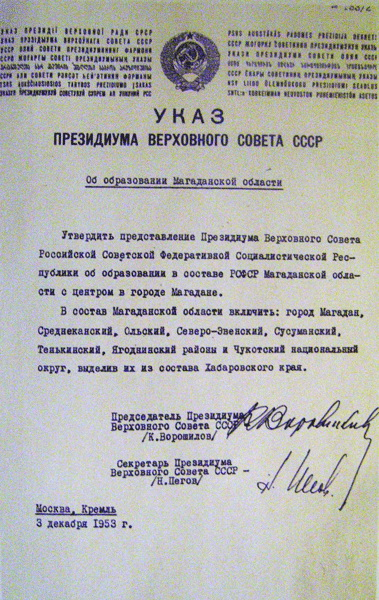
Указ Президиума ВС СССР «Об образовании Магаданской области»

### 1939 год. Охотско-Колымский округ
14 июля 1939 года по ходатайству Хабаровского крайкома ВКП(б) и крайисполкома указом Президиума Верховного Совета РСФСР в составе Магаданской области был образован Охотско-Колымский округ (центр — город Магадан), который был ликвидирован 31 августа того же года.

### с 1953 года. Магаданская область
Магаданская область в составе РСФСР была образована Указом Президиума Верховного совета СССР 3 декабря 1953 года с центром в городе Магадане. В состав области были включены: шесть районов, выделенных из Хабаровского края, Чукотский национальный округ (см. далее АТД Чукотского АО) и часть территории Корякского национального округа (Верхнепариньский, Гижигинский Тайгоносский сельсоветы Пенжинского района). В состав области вошли следующие районы:
- Ольский (образован 4 января 1926 года в составе Дальневосточного края)
- Северо-Эвенский (образован 9 июля 1931 года в составе Охотско-Эвенского национального округа)
- Среднеканский (образован в 1932 году в составе Охотско-Эвенского национального округа)
- Сусуманский (образован 2 декабря 1953 года в составе Магаданской области)
- Тенькинский (образован 2 декабря 1953 года в составе Магаданской области)
- Ягодинский (образован 2 декабря 1953 года в составе Магаданской области)[7][8][9][10][11][12][13][14]

16 июля 1954 года указом Президиума Верховного Совета РСФСР путём разукрупнения Северо-Эвенского района был образован Омсукчанский район.
30 декабря 1966 года указом Президиума Верховного Совета РСФСР был образован Хасынский район, в состав которого вошли населённые пункты Палаткинского, Стекольненского, Соколовского, Аткинского, Мякитского и Тальского поссоветов.
| Район                        | Центр                      | Сельсоветы, города районного подчинения и посёлки городского типа (рабочие посёлки)                                                                   |
| ---------------------------- | -------------------------- | --- |
| Магадан                      |                            | рабочие посёлки: Сокол, Уптар |
| Ольский                      | рабочий посёлок Ола        | Балаганский, Гадлинский, Клёпкинский, Талонский, Тауйский, Тахтоямский, Ямский; рабочие посёлки: Армань, Ола                                          |
| Омсукчанский                 | рабочий посёлок Омсукчан   | Верхнебалыгычанский, Индустриальный, Меренговский; рабочие посёлки: Галимый, Дукат, Омсукчан                                                          |
| Северо-Эвенский              | рабочий посёлок Эвенск     | Верхнепареньский, Гармандинский, Гижигинский, Тайгоносский, Чайбухинский; рабочий поселок Эвенск                                                      |
| Среднеканский                | рабочий посёлок Сеймчан    | Верхнебуюндинский, Верхнесеймчанский, Глухаринский, Колымский, Усть-Среднеканский; рабочий посёлок Сеймчан                                            |
| Сусуманский                  | город Сусуман              | Озёрновский, Усть-Хакчанский, город Сусуман; рабочие посёлки: Адыгалах, Беличан, Большевик, Буркандья, Кадыкчан, Мяунджа, Нексикан, Холодный, Широкий |
| Тенькинский                  | рабочий посёлок Усть-Омчуг | Кулинский, Мадаунский, Нелькобинский, Оротукский, Расковский, Санга-Талонский; рабочие посёлки: им. Гастелло, Омчак, Усть-Омчуг                       |
| Хасынский                    | рабочий посёлок Палатка    | Сплавнинский, Стрелкинский; рабочие посёлки: Атка, Карамкен, Мякит, Палатка, Стекольный, Талая                                                        |
| Ягоднинский                  | рабочий посёлок Ягодное    | Тасканский, Штурмовской, Эльгенский, рабочие посёлки: Бурхала, Верхний Ат-Урях, Дебин, Оротукан, Синегорье, Спорное, Ягодное                          |
| Чукотский национальный округ | посёлок Анадырь            | (см. АТД Чукотского АО) |

### с 1992 года
17 июня 1992 года Законом РФ № 3056-1 из состава Магаданской области был выделен Чукотский автономный округ.
В 1994 году в Среднеканском районе территория упразднённого Глухаринского сельсовета присоединена к территории Усть-Среднеканского сельсовета.
В 1996 году в Омсукчанском районе упразднены посёлок Индустриальный и весь Индустриальный сельсовет, оставшиеся посёлки которого (Кедон и Буксунда) переподчинены Омсукчанскому поссовету; также был упразднён посёлок Стрелка и Стрелкинский сельсовет Хасынского района, а административный центр Расковского сельсовета из ликвидированного посёлка имени Расковой перенесён в посёлок Гвардеец Тенькинского района.
5 июля 1999 года законом Магаданской области № 80-ОЗ «Об изменении административно-территориального устройства Магаданской области» были упразднены Ольский и Хасынский районы. В административное подчинение города Магадана были переданы Арманский и Ольский поссоветы, Балаганский, Гадлинский, Клёпкинский, Тахтоямский, Тауйский, Талонский и Ямский сельсоветы упразднённого Ольского района; Аткинский, Карамкенский, Палаткинский, Стекольнинский, Тальский поссоветы упразднённого Хасынского района, из которых были образованы Арманский, Ольский и Хасынский округа Магадана. 6 августа 2002 года законом Магаданской области № 274-ОЗ это решение было отменено, Ольский и Хасынский районы восстановлены.

#### с 2005 года
Муниципальное устройство Магаданской области в 2005—2015 годах определялось Законом Магаданской области от 28 декабря 2004 года № 511-ОЗ «О границах и статусе муниципальных образований в Магаданской области».
| Муниципальный район | Центр          | Сельские и городские поселения |
| ------------------- | -------------- | --- |
| Магадан             |                | |
| О́льский             | пгт Ола        | «село Балага́нное», «село Га́для», «село Клёпка», «село Тало́н», «село Тау́йск», «село Тахтоя́мск», «село Я́мск»; «посёлок А́рмань», «посёлок О́ла» |
| Омсукча́нский        | пгт Омсукчан   | «посёлок Дука́т», «посёлок Омсукча́н» Законом Магаданской области от 16 декабря 2008 года было упразднено сельское поселение «село Верхний Балыгыча́н» |
| Северо-Эвенский     | пгт Эвенск     | «село Верхний Паре́нь», «село Гарманда́», «село Ги́жига», «село Ча́йбуха»; «посёлок Эве́нск» Законом Магаданской области от 26 июля 2010 года было упразднено сельское поселение «село Тополовка» |
| Среднека́нский       | пгт Сеймчан    | «село Верхний Сеймча́н», «село Колымское», «село Усть-Среднека́н»; «посёлок Сеймча́н» |
| Сусума́нский         | город Сусуман  | «город Сусума́н»; «посёлок Мя́унджа», «посёлок Холодный», «посёлок Широкий» Законом Магаданской области от 21 апреля 2008 года городское поселение «посёлок Широкий» преобразовано в сельское поселение «посёлок Широкий»                                                                               |
| Теньки́нский         | пгт Усть-Омчуг | «посёлок им. Гастелло», «посёлок Мада́ун», «посёлок Омча́к», «посёлок Усть-О́мчуг» Законом Магаданской области от 24 ноября 2008 года было упразднено сельское поселение «село Кулу» |
| Хасы́нский           | пгт Палатка    | «посёлок А́тка», «посёлок Палатка», «посёлок Стекольный», «посёлок Та́лая» Законом Магаданской области от 31 июля 2014 года было упразднено сельское поселение «посёлок Карамкен» |
| Я́годнинский         | пгт Ягодное    | «посёлок Бурхала́», «посёлок Де́бин», «посёлок Оротука́н», «посёлок Синегорье», «посёлок Ягодное» Законом Магаданской области от 2 ноября 2007 года были упразднены сельские поселения «село Эльге́н» и «село Таска́н», населённые пункты, входившие в состав поселений, отнесены к межселенной территории |

В 2014—2015 годах все муниципальные районы Магаданской области были преобразованы в городские округа.
В 2022—2023 годах все городские округа (кроме города Магадана) преобразованы в муниципальные округа.